# Tramwaje w Breście
Tramwaje w Breście − system komunikacji tramwajowej we francuskim mieście Brest.

## Historia
Tramwaje w Breście uruchomiono 12 czerwca 1898. Od początku w mieście były tramwaje elektryczne. Sieć tramwajowa składała się z dwóch linii. Początkowo w eksploatacji znajdowało się 30 dwuosiowych wagonów silnikowych. Siecią zarządzała spółka Compagnie des Tramways Electriques de Brest. 11 lipca 1903 druga spółka Compagnie des Tramways Electriques du Finistère uruchomiła pierwszą część osobnej podmiejskiej linii z Brestu do Conquet. Drugą część tej linii otwarto 5 sierpnia 1908. Do obsługi linii posiadano 14 wagonów silnikowych Brill i 26 wagonów doczepnych. Linię podmiejską zlikwidowano w 1935. Obie miejskie linie zostały zniszczone w czasie bombardowania miasta w 1944. 

## Stan obecny
Obecnie w eksploatacji jest jedna linia tramwajowa o długości 14,7 km:
- A: Technopôle - Europe - Kergaradec/Froutven

Otwarcie linii nastąpiło 23 czerwca 2012. Do obsługi linii zostało zakupionych 20 tramwajów Alstom Citadis 302.

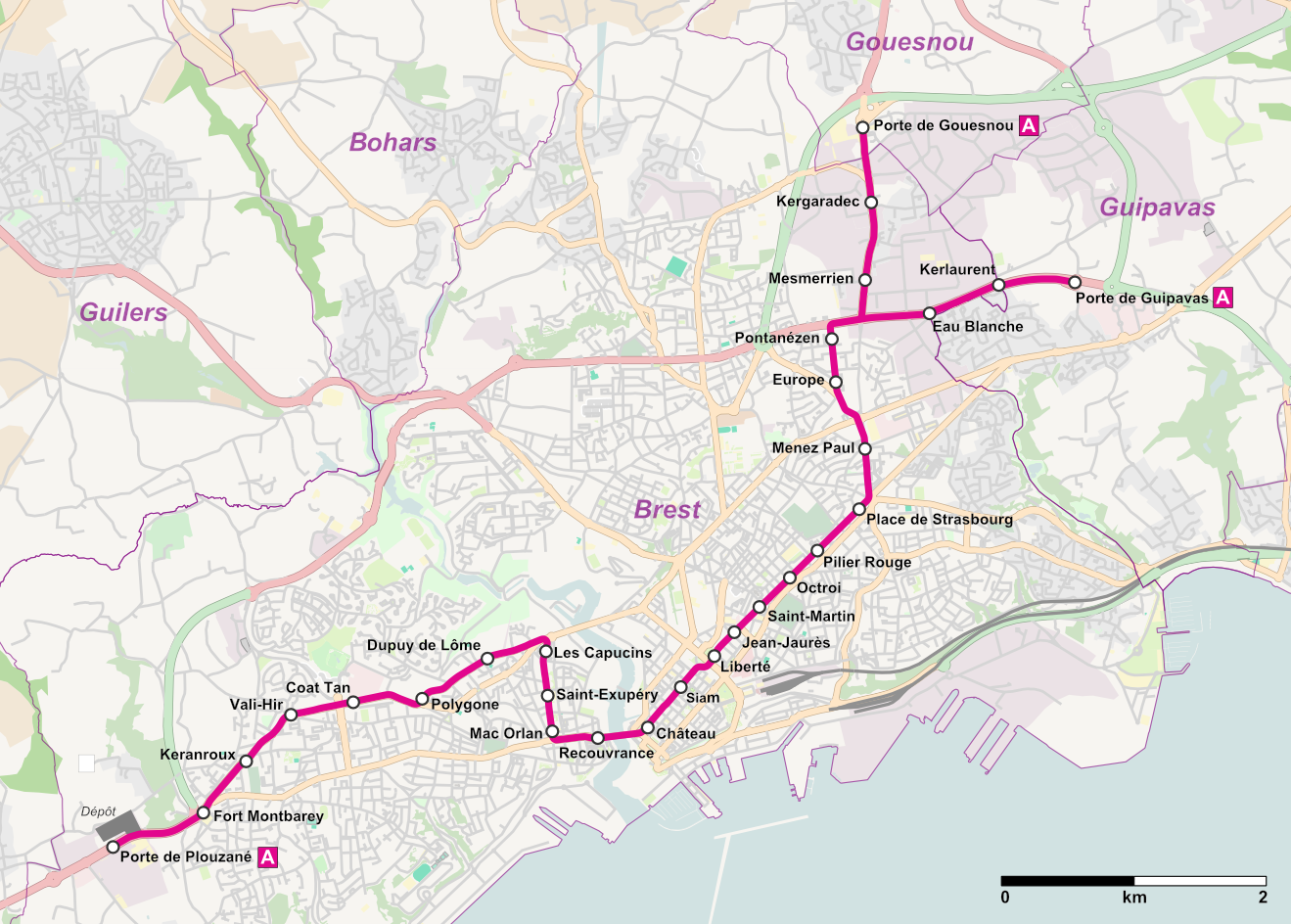
Schemat istniejącej sieci
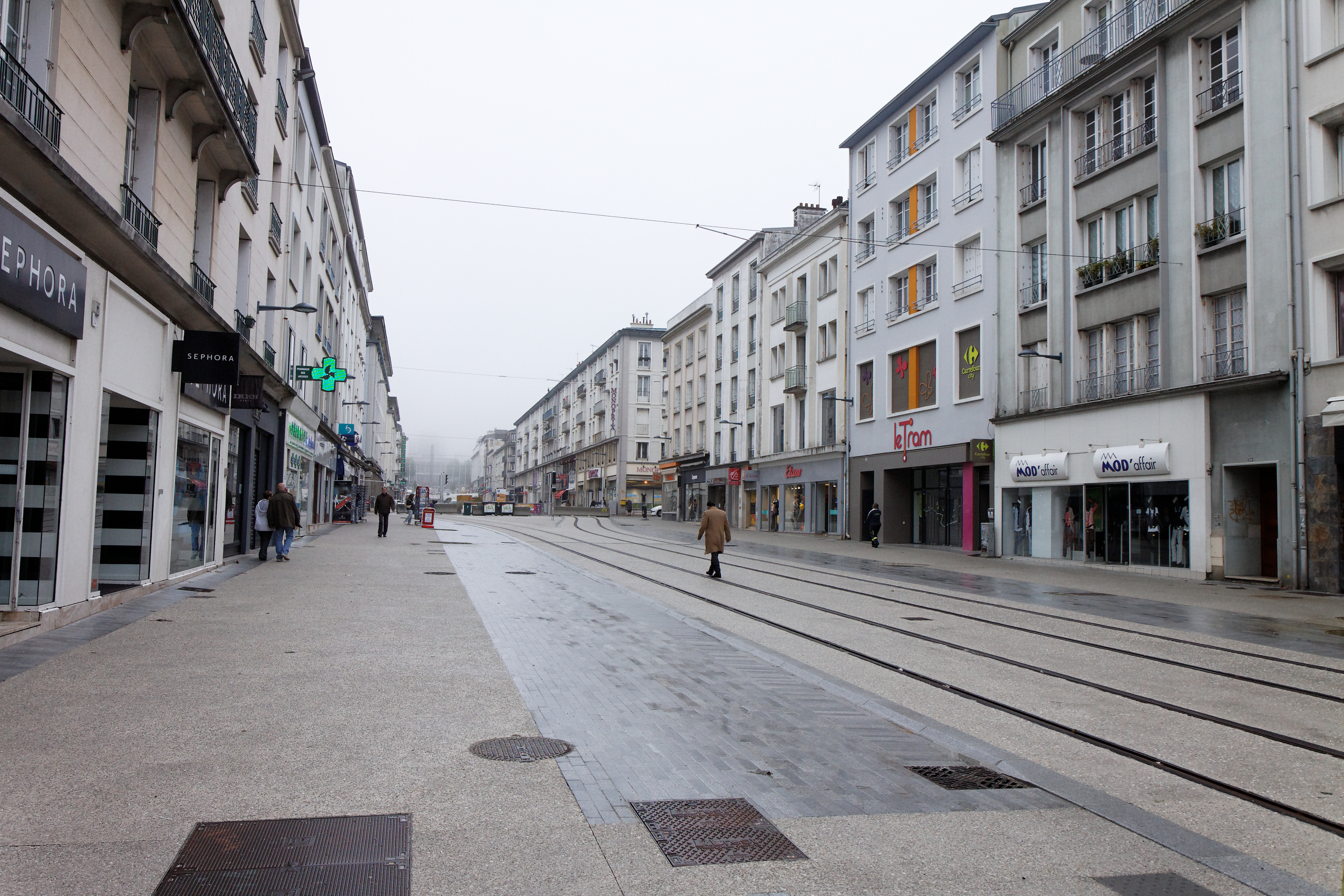
Gotowy odcinek nowej linii przed oddaniem do użytku
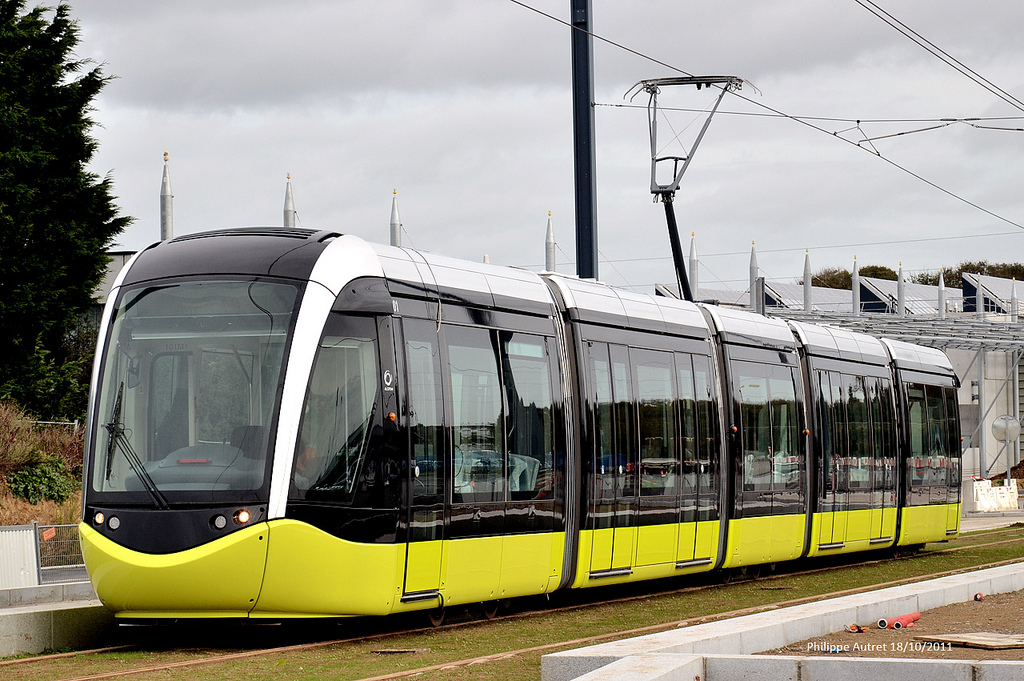
Jeden z tramwajów Citadis 302